# Bernard Dewulf
Bernard Dewulf (Brussel, 30 januari 1960 – Antwerpen, 23 december 2021) was een Vlaams dichter, essayist, toneelauteur  en columnist.

## Biografie
Bernard Dewulf volgde een studie Germaanse filologie. Reeds voor het verschijnen van Waar de egel gaat waren er gedichten van Dewulf gepubliceerd, onder meer in verschillende literaire tijdschriften. Publieke bekendheid verwierf hij voor het eerst in 1987, toen de collectieve dichtbundel Twist met ons verscheen, met daarin gedichten van Dewulf zelf, Dirk van Bastelaere, Charles Ducal en Erik Spinoy. In 2006 werd de dichtbundel Blauwziek gepubliceerd. 
In 2001 verscheen de essaybundel Bijlichtingen: kijken naar schilders. In dit boek zijn een aantal beschouwingen over beeldende kunstenaars gebundeld. De auteur wilde op toegankelijke wijze de betovering bij het kijken naar schilderijen bijlichten. Hij poogde telkens weer de verleiding onder woorden te brengen die kan uitgaan van schilderijen en tekeningen van onder meer Xavier Mellery, Léon Spilliaert, Pierre Bonnard, Edgar Degas, Rik Wouters, Frits Van den Berghe, Jean Rustin, Luc Tuymans, Marlene Dumas, Thierry De Cordier, Raoul De Keyser, Vincent Geyskens en anderen. Later volgde een tweede kunstbundel, met de titel Naderingen. Kijken en zoeken naar schilders (2007) met teksten over plastische kunst.
Dewulf werkte als redacteur bij het Nieuw Wereldtijdschrift en later als columnist voor De Morgen. In 2006 werd onder de titel Loerhoek een selectie van de columns van Dewulf gepubliceerd. In 2009 werd Dewulf samen met 12 andere medewerkers van De Morgen ontslagen in het kader van bezuinigingsmaatregelen. Dit collectieve ontslag leidde tot veel protesten van lezers en een staking onder het personeel, waardoor de krant op 19 mei 2009 een dag niet verscheen.
Hij werkte jaren voor NTGent, was columnist voor het Weekblad van de krant De Standaard. Van januari 2012 tot januari 2014 was hij officiële stadsdichter van Antwerpen. Sinds januari 2017 was hij writer in residence van het Koninklijk Museum voor Schone Kunsten van Antwerpen.
Dewulf was getrouwd en had een zoon en dochter. Op 23 december 2021 overleed Dewulf onverwacht op 61-jarige leeftijd.

## Onderscheidingen
- In 1996 werd zijn dichtbundel Waar de egel gaat bekroond met de Vlaamse Debuutprijs.
- In 2007 kreeg hij de Saint Amourprijs voor Goede Seks, voor het beste seks-fragment.
- In 2008 ontving hij voor Naderingen de Dirk Martensprijs (genre essay).
- In 2010 won hij de Libris Literatuur Prijs voor Kleine dagen.
- In 2011 ontving hij de De Inktaap voor Kleine Dagen.
- In 2013 ontving hij de Taalunie Toneelschrijfprijs voor de toneeltekst Een Lolita.
- In 2013 ontving hij, samen met Julie Van den Berghe, de Cutting Edge Award voor de voorstelling Een lolita.